# Ricardo Bóvio
Ricardo Bóvio (Campos dos Goytacazes, Río de Janeiro, 17 de enero de 1982) es un futbolista brasileño que juega en el Bonsucesso FC. Comenzó su carrera en los equipos inferiores del Vasco da Gama en 1995 y permaneció en él hasta la temporada 2003/2004. 
Fue traspasado al equipo ucraniano del FC Chernomorets Novorossiysk pero él no se adoptó al clima local y al siguiente año regresó a Brasil para jugar en el Santos FC. En Santos, demostró que era un joven con talento y muchos clubes europeos se interesaron por sus servicios. El siguiente equipo de Bóvio fue el Málaga CF, pero con el descenso del club a la Segunda División fue cedido al equipo griego del Panathinaikos FC.
Un año más tarde obtuvo la carta de libertad y regresó a Brasil.

## Clubes
| Club                         | País           | Año       |
| ---------------------------- | -------------- | --------- |
| Vasco da Gama                | Brasil         | 2001-2003 |
| FC Chernomorets Novorossiysk | Rusia          | 2003-2004 |
| Santos FC                    | Brasil         | 2004-2005 |
| Málaga CF                    | España         | 2005-2006 |
| Panathinaikos FC             | Grecia         | 2006-2007 |
| Corinthians                  | Brasil         | 2008      |
| Al-Shabab                    | Arabia Saudita | 2009      |
| Ceará SC                     | Brasil         | 2010      |
| Vila Nova AC                 | Brasil         | 2011      |
| Bonsucesso FC                | Brasil         | 2012-     |